# Liste der Techniken im Sumō
Dies ist eine alphabetische Liste der 82 Siegtechniken (japanisch 決まり手 kimarite, wörtlich „Entscheidehände“), durch die im japanischen Sumō ein Kampf entschieden wird. Ursprünglich gab es nur 70 Kimarite, durch eine Erweiterung der Regeln durch den japanischen Sumōverband kamen im Jahr 2001 zwölf neue hinzu, wodurch sich teilweise die Namen der Techniken änderten.
| Name             | Japanische Schreibweise | Einordnung               | Beschreibung |
| ---------------- | ----------------------- | ------------------------ | --- |
| Abisetaoshi      | 浴びせ倒し              | Kihon (Grundtechnik)     | Aus einem Griff heraus wirft der Angreifer sein Gewicht auf den Gegner und zwingt ihn dadurch rücklings auf den Boden. Die Technik ist dem Yoritaoshi sehr ähnlich, nur dass hier der Gegner im Ring zu Boden geht, während beim Yoritaoshi der Gegner aus dem Ring geschleudert wird. |
| Amiuchi          | 網打ち                  | Hineri (Drehung)         | Beim so genannten „Fischerwurf“ packt der Angreifer seinen Gegner am Arm und wirft ihn mit einer Drehbewegung hinter sich. |
| Ashitori         | 足取り                  | Kakete (Beintechnik)     | Beim „Beinheber“ wird der Gegner durch Packen und Anheben eines seiner Beine zu Fall gebracht. |
| Chongake         | ちょん掛け              | Kakete                   | „Fersenhaken“ – der Angreifer zieht ein Bein seines Gegners mit einem Innenhaken zu sich und greift dabei den Arm der gleichen Körperseite. |
| Gasshōhineri     | 合掌捻り                | Hineri                   | Der Angreifer verschränkt die Hände hinter dem Rücken des Gegners und bringt ihn durch eine Drehung zu Fall. Bis 2001 hieß diese Technik informell auch Tokkurinage. |
| Harimanage       | 波離間投げ              | Hineri                   | Der Angreifer greift über die Schulter des Gegners an dessen Mawashi und zieht ihn daran an sich vorbei, während er sich in ihn hinein dreht. |
| Hatakikomi       | 叩き込み                | Tokushu (Spezialtechnik) | Eine sehr häufige Technik, die oft beim Tachi-ai (Eröffnungsangriff) gebraucht wird. Wenn der Gegner beim Heranlaufen eine zu geduckte Körperhaltung einnimmt, tritt der Angreifer einfach zur Seite und schlägt ihn mit beiden Händen nach unten, um ihm das Gleichgewicht zu rauben. |
| Hikiotoshi       | 引き落とし              | Tokushu                  | Ebenso häufig ist diese Technik, bei der der Angreifer den Gegner auf den Boden bringt, indem er ihn an Arm, Schulter oder Mawashi packt und sich dabei rückwärts von ihm entfernt, wodurch der Gegner vornüber fällt. |
| Hikkake          | 引っ掛け                | Tokushu                  | Der Angreifer packt den heranstürmenden Gegner am Arm und lässt ihn geschickt an sich vorbei aus dem Ring laufen. |
| Ipponzeoi        | 一本背負い              | Nage (Wurftechnik)       | Bei diesem einarmigen Schulterwurf packt der Angreifer einen Arm des Gegners, dreht sich in ihn hinein und schleudert ihn über seine Schulter oder Hüfte. |
| Izori            | 居反り                  | Sorite (Falltechnik)     | Der Angreifer taucht unter dem attackierenden Gegner hindurch, greift ihn hinter die Knie oder am Gürtel und hebt ihn rückwärts über sich. |
| Kainahineri      | 腕捻り                  | Hineri                   | Der Angreifer blockiert mit beiden Armen einen Arm des Gegners, dreht sich in ihn hinein und zwingt ihn mit einer Drehung auf den Boden. |
| Kakenage         | 掛け投げ                | Nage                     | Für diesen inneren Beinhaken verhakt der Angreifer ein Bein in das seines Gegners und dreht sich von ihm weg. Durch das folgende Anheben des festgehaltenen Beins verliert der Gegner das Gleichgewicht. |
| Kakezori         | 掛け反り                | Sorite                   | Der Angreifer platziert seinen Kopf unter einem Arm des Gegners, wobei er an der anderen Seite dessen Mawashi greift. Während er nun den Gegner mit seinem Kopf zurückschiebt, versucht er ihn mit einem Ausfallschritt oder einem Beinhaken zu Fall zu bringen. |
| Katasukashi      | 肩透かし                | Hineri                   | Der Angreifer packt den Gegner mit beiden Armen um die Schulter und zieht seinen Oberkörper mit sich, wodurch der Gegner nach vorn auf den Boden gezwungen wird. |
| Kawazugake       | 河津掛け                | Kakete                   | Aus dem Griff des Gegners heraus bringt der Angreifer einen inneren Beinhaken an, mit dem er das näher stehende Bein des Gegners nach vorn bringt und dessen Oberkörper somit nach hinten. Eine Technik, bei der beide Kämpfer zu Boden gehen. |
| Kekaeshi         | 蹴返し                  | Kakete                   | Beim kleinen inneren Fußfeger tritt der Angreifer ein auf der entgegengesetzten Seite stehendes Bein des Gegners weg. Dabei kommt oft ein Schlag auf den Rücken zum Einsatz, der das angegriffene Gleichgewicht des Gegners vollends zerstören soll. |
| Ketaguri         | 蹴手繰り                | Kakete                   | Eine Kontertechnik beim Tachi-ai, bei der der Angreifer zu Seite springt und dem anstürmenden Gegner das Führungsbein von innen wegtritt, während er ihn mit einem Schlag oder Zug am Arm zu Fall bringt. |
| Kimedashi        | 極め出し                | Tokushu                  | Der Angreifer blockiert die ausgestreckten Arme des Gegners, indem er sie mit seinen eigenen Armen umklammert. Um einen stabileren Griff zu bekommen, erfasst er sein Handgelenk, dann schiebt und drückt er aufwärts, in Richtung des Gegners. Durch die entstehende Hebelwirkung kann dieser aufgerichtet und aus dem Ring gedrängt werden. Ausgangspunkt für diese Technik ist in der Regel ein doppelter Innengriff am Mawashi durch den Gegner.                    |
| Kimetaoshi       | 極め倒し                | Tokushu                  | Wie beim Kimedashi umklammert der Angreifer die Arme des Gegners. Er wirft sich hier jedoch schließlich mit seinem gesamten Gewicht auf den Gegner, so dass dieser rücklings zu Boden gerissen wird. |
| Kirikaeshi       | 切り返し                | Kakete                   | Der Angreifer platziert mit einem Ausfallschritt sein Standbein hinter das seines Gegners und wirft ihn danach rückwärts über sein Knie. |
| Komatasukui      | 小股掬い                | Kakete                   | Umwerfen des Gegners durch Packen und Anheben des Oberschenkels von außen. Wird gern als Folgetechnik nach einem Armwurf-Versuch eingesetzt, gegen den sich der Gegner durch einen Schritt nach vorn verteidigt hat und dabei für diese Technik verwundbar wurde. |
| Koshinage        | 腰投げ                  | Nage                     | Beim Hüftwurf dreht sich der Angreifer in seinen Gegner hinein, zieht ihn auf seine Hüfte und wirft ihn durch Strecken der Knie. |
| Kotehineri       | 小手捻り                | Hineri                   | Eine der 2001 neu aufgenommenen Techniken: In Verteidigung gegen einen einseitigen Innengriff blockiert der Angreifer den Griffarm seines Gegners und zieht ihn in Richtung des eingeklemmten Arms durch eine Drehung zu Boden. |
| Kotenage         | 小手投げ                | Nage                     | Auch hier ist ein gelungener Innengriff des Gegners am Mawashi Ausgangsposition, doch versucht der Angreifer diesmal, nach dem Blockieren des Arms den Gegner zu werfen. |
| Kozumatori       | 小褄取り                | Kakete                   | Eine der 2001 neu aufgenommenen Techniken: Der Angreifer packt ein Bein des Gegners knapp oberhalb des Fußes und wirft sich mit seinem Gewicht auf ihn, wodurch dieser stürzt. Kann auch von hinten angewendet werden. |
| Kubihineri       | 首捻り                  | Hineri                   | Der Angreifer legt einen Arm um den Nacken des Gegners und greift mit dem anderen seinen Griffarm. Durch eine Drehung bringt er ihn zu Fall. |
| Kubinage         | 首投げ                  | Nage                     | Der Angreifer umschlingt den Nacken seines Gegners mit einem Arm und wirft ihn. Meist packt er dabei noch den weiter entfernten Arm des Gegners zur Unterstützung. |
| Makiotoshi       | 巻き落とし              | Hineri                   | Der Angreifer wirft seinen Gegner durch Drehung in Richtung seiner Innenhand, ohne einen Griff an dessen Mawashi zu haben. |
| Mitokorozeme     | 三所攻め                | Kakete                   | Dreifacher Angriff: Der Angreifer versucht, seinem Gegner ein Bein durch Griff an den Oberschenkel wegzureißen. Gleichzeitig zieht er das andere Bein des Gegners mit einem Innenhaken hinter sich und drückt den Oberkörper des Gegners mit seinem Kopf nach hinten. |
| Nichonage        | 二丁投げ                | Nage                     | Der Angreifer, der einen Griff am Mawashi des Gegners hat, führt eines seiner Beine über ein Bein des Gegners, dreht sich in ihn hinein und wirft ihn über das Bein. |
| Nimaigeri        | 二枚蹴り                | Kakete                   | Bei dieser Technik hebt der Angreifer mit Griff am Mawashi den Gegner an und versucht ihn aus dem Gleichgewicht zu bringen, dabei benutzt er Fußfeger von außen. |
| Okuridashi       | 送り出し                | Tokushu                  | Der Angreifer gewinnt, indem er den Gegner von hinten aus dem Ring stößt. |
| Okurigake        | 送り掛け                | Tokushu                  | Eine der 2001 neu aufgenommenen Techniken: Durch einen Innen- oder Außenhaken von hinten bringt der Angreifer seinen Gegner zu Fall. |
| Okurihikiotoshi  | 送り引き落とし          | Tokushu                  | Eine der 2001 neu aufgenommenen Techniken: Der Angreifer greift den Gegner von hinten und zerrt ihn rückwärts, so dass dieser rücklings stürzt. |
| Okurinage        | 送り投げ                | Tokushu                  | Eine der 2001 neu aufgenommenen Techniken: Mit einem Griff am Gegner wirft der hinter ihm stehende Angreifer diesen nach vorn oder zur Seite. |
| Okuritaoshi      | 送り倒し                | Tokushu                  | Der Angreifer stößt seinen Gegner von hinten vorwärts, dieser geht allerdings zu Boden, bevor er den Ring verlässt. |
| Okuritsuridashi  | 送り吊り出し            | Tokushu                  | Eine der 2001 neu aufgenommenen Techniken: Der Angreifer packt den Gegner von hinten am Mawashi, hebt ihn vollständig in die Luft und stellt ihn aus dem Ring. |
| Okuritsuriotoshi | 送り吊り落とし          | Tokushu                  | Eine der 2001 neu aufgenommenen Techniken: Wie bei der vorhergehenden Technik packt der Angreifer seinen Gegner, wirft ihn dann aber zu Boden. |
| Ōmata            | 大股                    | Kakete                   | Entspricht weitgehend dem Komotasukui, nur dass sich der Körper des Angreifers auf der Innenseite der Beine des Gegners befindet. |
| Ōsakate          | 大逆手                  | Hineri                   | Eine der 2001 neu aufgenommenen Techniken: Am Ringrand schwingt der Angreifer seinen Gegner mit Hilfe eines Außengriffs an dessen Mawashi ins Aus. |
| Oshidashi        | 押し出し                | Kihon                    | Der Angreifer schiebt seinen Gegner aus dem Ring, ohne einen Griff an dessen Mawashi zu haben. Mindestens eine Hand befindet sich dabei ständig am Gegner. Diese Technik gehört zu den bei weitem häufigsten, etwa 1/6 aller Kämpfe werden mit ihr entschieden. |
| Oshitaoshi       | 押し倒し                | Kihon                    | Bei dieser Technik stößt der Angreifer seinen Gegner zurück, so dass dieser stürzt. |
| Sabaori          | 鯖折り                  | Hineri                   | Mit beidhändigem Griff am Gürtel des Gegners zieht der Angreifer diesen zu sich und drückt diesen mit seinem Gewicht nach unten, so dass dessen Knie unter ihm nachgeben. |
| Sakatottari      | 逆とったり              | Hineri                   | Saka zeigt an, dass es sich um eine Konterattacke zum Tottari handelt. Der Angreifer befreit seinen Arm und greift stattdessen den seines Gegners, dreht seine Hüfte in ihn hinein und lässt ihn nach vorn stürzen. |
| Shitatedashinage | 下手出し投げ            | Nage                     | Eine Technik, bei der der Angreifer sich vom Gegner wegdreht und einen Innengriff am gegnerischen Mawashi dazu ausnutzt, diesen mit sich zu reißen und nach vorn umzustürzen. |
| Shitatehineri    | 下手捻り                | Hineri                   | Bei dieser Technik dient ein Innengriff am Mawashi dazu, den Gegner durch Drehung zu destabilisieren und schließlich zu Boden zu zwingen. |
| Shitatenage      | 下手投げ                | Nage                     | Der Unterarmwurf ist eine der am häufigsten anzutreffenden Wurftechniken (Nage) im Sumō. Der Angreifer wirft in diesem Falle den Gegner unter Zuhilfenahme eines Innengriffs am Gürtel. |
| Shumokozori      | 撞木反り                | Sorite                   | Beim spektakulären Glockenschlägel, einer Abwandlung des Tasukizori, duckt sich der Angreifer unter der Führungshand des Gegners hindurch, hebt diesen an und wirft ihn rückwärts über sich. Bei dieser Technik gehen beide Kämpfer zu Boden. |
| Sokubiotoshi     | 素首落とし              | Tokushu                  | Eine der 2001 neu aufgenommenen Techniken: Der Angreifer übt mit beiden Unterarmen oder Handgelenken Druck auf den Nacken oder Hinterkopf des Gegners aus, dass diese zu Boden gedrückt wird. Allerdings ist die Anwendung dieser Technik nur möglich, wenn der Gegner seinen Oberkörper extrem tief hält. |
| Sotogake         | 外掛け                  | Kakete                   | Der Angreifer zieht seinen Gegner zu sich heran und bringt ihn durch einen Außenhaken rücklings zu Fall. |
| Sotokomata       | 外小股                  | Kakete                   | Der Angreifer ergreift den Oberschenkel des Führungsbeins des vortretenden Gegners von außen und hebt diesen an, so dass der Gegner rückwärts fällt. |
| Sotomuso         | 外無双                  | Hineri                   | Der Angreifer wechselt aus einem Innengriff am Mawashi des Gegners zu einem Griff um das entfernter stehende Bein des Gegners. Gleichzeitig blockt er den Arm des Gegners, der einen Innengriff an seinem Gürtel hat. Eine Drehung zwingt ihn schließlich zu Boden, da er mit dem gehaltenen Bein keinen ausgleichenden Schritt nach vorn gehen kann. |
| Sototasukizori   | 外たすき反り            | Sorite                   | Wenn der Gegner einen Innengriff am Mawashi hat, gewinnt der Angreifer durch das Kontrollieren und Strecken dieses Arms am eigenen Körper, während er mit der anderen Hand das näher stehende Bein seines Gegners von innen am Oberschenkel anhebt. |
| Sukuinage        | 掬い投げ                | Nage                     | Hier streckt der Angreifer zum Werfen seines Gegners den innen greifenden Arm hinter dem Rücken des Gegners aus und benutzt ihn in einer Drehung als Hebel. |
| Susoharai        | 裾払い                  | Kakete                   | Steht der Gegner in der richtigen Position und mit einem Bein vor dem Angreifer, kann dieser ihn zu Fall bringen, indem er den Fuß mit einem Feger weiter nach vorn schiebt, während er den Körper seines Gegners nach hinten zieht. |
| Susotori         | 裾取り                  | Kakete                   | Diese Siegtechnik besteht in einem vereitelten Wurfversuch, bei dem der Angreifer die Fessel des Beins seines Gegners packt und es anhebt, während er ihn darüber stolpern lässt. |
| Tasukizori       | たすき反り, 襷反り      | Sorite                   | Während einer Attacke bückt sich hier der Angreifer so unter seinem Gegner hindurch, dass er mit dem Rücken zu seinem Körper positioniert ist. Dann greift er Arm und Bein der ihm zugewandten Körperseite und wirft den Gegner durch Zurücklehnen um. Bei dieser Technik kommen beide Kämpfer zu Fall. |
| Tokkurinage      | 徳利投げ                | Hineri                   | Bei dieser Technik packt der Angreifer mit beiden Händen den Kopf oder Nacken eines sich zu weit vorlehnenden Gegners. Durch Drehung wird dieser auf den Rücken geworfen. Wurde bis 2001 als nicht eigenständige Variante von Gasshohineri geführt. |
| Tottari          | とったり                | Hineri                   | Diese Technik dient häufig als Verteidigung gegen Angriffe mit Schlägen. Dabei packt der Angreifer einen Arm des Gegners, streckt ihn und manövriert sich in eine Position, von der aus er den Gegner durch die Kontrolle des Arms zu Boden zwingen kann. |
| Tsukaminage      | つかみ投げ              | Nage                     | Hier hebt der Angreifer mit einem einseitigen Außengriff am Mawashi des Gegners diesen vom Boden auf und wirft ihn in die Richtung der Griffseite. |
| Tsukidashi       | 突き出し                | Kihon                    | Bei dieser häufigen Siegtechnik treibt der Angreifer den Gegner mit vielen schnellen Stößen vor sich her und schließlich aus dem Ring. |
| Tsukiotoshi      | 突き落とし              | Hineri                   | Bei dieser Technik wirft der Angreifer den Gegner nieder, indem er ihm mit einem Arm an der Schulter oder in der Rippengegend einen Stoß versetzt. |
| Tsukitaoshi      | 突き倒し                | Kihon                    | Der Angreifer wirft den Gegner, der sich zu weit zurücklehnt, mit einem Stoß um. Dies ist insbesondere nach gewonnenem Schlagaustausch (Tsuppari) möglich. |
| Tsumatori        | 褄取り                  | Kakete                   | Diese Technik besteht im Greifen und Ziehen der Zehen eines Fußes des vorbeilaufenden Gegners. Vor den Änderungen von 2001 wurde das Fußgelenk gepackt. |
| Tsuridashi       | 吊り出し                | Tokushu                  | Unter Vorstemmen der Hüfte wird der Gegner angehoben und aus dem Ring befördert. Geschieht meist mit doppeltem Innengriff am Mawashi. |
| Tsuriotoshi      | 吊り落とし              | Tokushu                  | Der Gegner wird auf die gleiche Weise angehoben, jedoch nicht aus dem Ring gehoben, sondern derart seitwärts geschwungen, dass er beim Aufprall fällt. Diese Technik soll überragende Kraft und Fertigkeit demonstrieren. |
| Tsutaezori       | 伝え反り                | Sorite                   | Eine der 2001 neu aufgenommenen Techniken: Der Angreifer ergreift einen Arm seines Gegners, taucht darunter hindurch und lehnt sich, wieder zum Stehen gekommen, auf den Gegner, wodurch dieser zu Boden stürzt. |
| Uchigake         | 内掛け                  | Kakete                   | Seinen Gegner zu sich ziehend reißt der Angreifer eines der Beine des Gegners mit einem Innenhaken seines jeweils gegenüber stehenden Beins weg. |
| Uchimuso         | 内無双                  | Hineri                   | Bei dieser Technik hat der Angreifer einen Griff am Mawashi des Gegners, mit dem er seitlichen Zug ausübt. Gleichzeitig schlägt er mit dem Handrücken der freien Hand auf die Innenseite des Oberschenkels am Bein der anderen Körperseite in die gleiche Richtung. |
| Ushiromotare     | 後ろもたれ              | Tokushu                  | Eine der 2001 neu aufgenommenen Techniken: Der Angreifer lehnt sich gegen einen hinter ihn stehenden Gegner, wodurch dieser fällt oder den Ring verlassen muss. |
| Utchari          | うっちゃり              | Tokushu                  | Im letzten Moment, bevor er aus dem Ring gedrückt wird, hebt der Angreifer, der mit dem Rücken zum Ringrand steht, den Gegner an sich vorbei und aus dem Ring. Da er dabei selbst zu Boden geht, muss er seine Körpermitte weit vorstrecken, damit er nicht versehentlich zuerst den Boden berührt. |
| Uwatedashinage   | 上手出し投げ            | Nage                     | Bei dieser Technik reißt der Angreifer den Gegner, den er im Außengriff hat, vorwärts zu Boden, indem er sich von ihm weg dreht. |
| Uwatehineri      | 上手捻り                | Hineri                   | Eine Technik, die oft gegen Gegner angewendet wird, die sich gegen einen Uwatenage verteidigen, da sie sich dabei automatisch in eine für diesen Wurf günstige Position bringen. Der Uwatehineri selbst wird durch das Drehen des Gegners in Richtung eines Außengriffs des Angreifers durchgeführt. |
| Uwatenage        | 上手投げ                | Nage                     | Ungefähr die dritthäufigste Kimarite überhaupt. Der Angreifer, der einen Außengriff am Mawashi des Gegners angebracht hat, bringt diesen zu Fall, indem er ihn in einem scharfen Winkel beugt, während er sich von ihm weg dreht. |
| Waridashi        | 割り出し                | Tokushu                  | Bei dieser Technik packt der Angreifer, der einen Griff am Mawashi des Gegners hat, mit dem freien Arm den Oberarm des Gegners und drückt ihn aus dem Ring. Zur Ausführung ist eine klare Überlegenheit der Körperkraft notwendig. |
| Watashikomi      | 渡し込み                | Kakete                   | Der Angreifer packt am Ringrand seinen Gegner, der mit dem Rücken zum Aus steht, unter einer Kniekehle und treibt ihn gleichzeitig mit seinem Gewicht nach außen, so dass der Gegner fällt oder den Ring verlassen muss. Wird oft am Ende einer Yorikiri-Attacke eingesetzt. |
| Yaguranage       | 櫓投げ                  | Nage                     | Der Angreifer, der einen Griff am Mawashi des Gegners hat, reißt diesen daran zu sich, während er die Hüfte vorstemmt. Mit einem Knie tritt er in den Oberschenkel des Gegners, wodurch dessen Bein aufwärts bewegt wird. Mit einer Drehung wirft der Angreifer seinen Gegner auf die Seite. |
| Yobimodoshi      | 呼び戻し                | Tokushu                  | Diese Technik verlangt eine besondere Überlegenheit des Angreifers. Zuerst übt der Angreifer mit einem Innengriff Zug aus. Wenn sich sein Gegner dagegen wehrt, lässt er plötzlich los und nutzt die Kraft des Gegners, um ihn zur anderen Richtung zu Boden zu werfen. |
| Yorikiri         | 寄り切り                | Kihon                    | Diese mit Abstand häufigste Siegtechnik entscheidet etwa ein Drittel aller Kämpfe. Sie besteht im Hinausdrücken des Gegners aus dem Ring, während der Angreifer ständig einen Griff an dessen Mawashi hat. Es gibt auch Varianten, bei denen der Angreifer seinen Gegner umklammert, aber keinen Mawashi-Griff hat. Dabei schiebt er diesen mit seinem Körper aus dem Ring, ohne seine Hände zum Drücken oder Schlagen zu nutzen (dies wäre Oshidashi bzw. Tsukidashi). |
| Yoritaoshi       | 寄り倒し                | Kihon                    | Die Ausführung dieser Technik entspricht dem Yorikiri, nur dass der Gegner durch die Wucht der Attacke fällt und außerhalb des Rings rücklings zu Boden kommt. |
| Zubuneri         | ずぶねり                | Hineri                   | Der Angreifer kontrolliert einen Arm des Gegners und drückt seinen Kopf in dessen Brust. Mit einer Drehbewegung schleudert er ihn um seinen Kopf herum zu Boden. |

## Nichttechnische Siege
Es existieren noch eine Reihe von Situationen, in denen zwar auf den Sieg eines Kämpfers erkannt wird, die aber keine Techniken im engeren Sinne sind:
| Name        | Japanische Schreibweise | Beschreibung |
| ----------- | ----------------------- | --- |
| Fumidashi   | 踏み出し                | Ein Ringer tritt versehentlich rückwärts aus dem Ring. Einführung 2001 – vorher gab es keine Unterscheidung zwischen den Umständen des versehentlichen Verlassens des Rings. |
| Isamiashi   | 勇み足                  | Ein Ringer tritt bei einem Angriff versehentlich vorwärts aus dem Ring. Einführung 2001.                                                                                     |
| Koshikudake | 腰砕け                  | Ein Ringer fällt ohne Zutun des Gegners rückwärts zu Boden. Dies kommt vor allem dann vor, wenn ein Kämpfer bei einer übermäßig heftig ausgeführten Attacke patzt.           |
| Tsukihiza   | つきひざ                | Ein Ringer berührt ohne Zutun des Gegners mit einem oder beiden Knien den Boden. Einführung 2001.                                                                            |
| Tsukite     | つき手                  | Ein Ringer berührt ohne Zutun des Gegners mit einer oder beiden Händen den Boden. Einführung 2001.                                                                           |

Zuletzt besteht noch die Möglichkeit eines Sieges durch Nichtantreten des Gegners (不戦勝, fusenshō), was oft durch Verletzungen bedingt ist. Aus Sicht des Fernbleibenden spricht man in diesem Falle von fusenpai (不戦敗), also Niederlage durch Nichtantreten.